# Miyu Katō (Tennisspielerin)
Miyu Katō (japanisch 加藤 未唯 Katō Miyu; * 21. November 1994 in Kyōto) ist eine japanische Tennisspielerin.

## Karriere
Katō begann mit acht Jahren mit dem Tennisspielen und bevorzugt laut ITF-Spielerprofil Hartplätze. Sie spielte zunächst überwiegend Turniere auf dem ITF Women’s Circuit, bei denen sie bislang vier Einzel- und 13 Doppeltitel gewann.
2015 trat sie erstmals bei einem Grand-Slam-Turnier an, verlor aber bereits ihr Erstrundenmatch in der Qualifikation der US Open gegen Kateryna Bondarenko deutlich mit 0:6 und 2:6. Bei der Qualifikation der Australian Open scheiterte sie 2016 ebenfalls in der ersten Runde, als sie ihrer Landsfrau Naomi Ōsaka mit 0:6 und 3:6 unterlag.
Im April 2016 feierte sie mit Eri Hozumi ihren ersten Turniersieg auf der WTA Tour. Zusammen kamen die beiden Japanerinnen dann bei den Australian Open 2017 bis ins Halbfinale. Daraufhin erreichte Katō mit Platz 30 der Doppelweltrangliste eine neue persönliche Bestmarke.
Im Februar 2018 spielte sie in Neu-Delhi gegen Thailand erstmals für die japanische Fed-Cup-Mannschaft. Ihre Fed-Cup-Bilanz weist bislang sechs Siege und eine Niederlage aus.
Im Juni 2023 gewann sie zusammen mit Tim Pütz das Mixed-Doppel-Finale der French Open nach 4:6, 6:4 und 10:6 im Matchtiebreak.

## Turniersiege

### Einzel
| Nr. | Datum             | Turnier   | Kategorie   | Belag             | Finalgegnerin      | Ergebnis       |
| --- | ----------------- | --------- | ----------- | ----------------- | ------------------ | -------------- |
| 1.  | 24. Mai 2015      | Karuizawa | ITF $25.000 | Rasen             | Makoto Ninomiya    | 7:65, 5:7, 6:1 |
| 2.  | 18. Juli 2015     | Bangkok   | ITF $25.000 | Hartplatz         | Nigina Abduraimova | 7:5, 6:2       |
| 3.  | 27. März 2016     | Canberra  | ITF $25.000 | Sand              | Anna Bondár        | 6:4, 7:63      |
| 4.  | 25. Dezember 2022 | Kyōto     | ITF W60     | Hartplatz (Halle) | Yuriko Miyazaki    | 6:4, 2:6, 6:2  |

### Doppel
| Nr. | Datum              | Turnier    | Kategorie         | Belag             | Partnerin       | Finalgegnerinnen                           | Ergebnis          |
| --- | ------------------ | ---------- | ----------------- | ----------------- | --------------- | ------------------------------------------ | ----------------- |
| 1.  | 17. September 2011 | Kyōto      | ITF $10.000       | Teppich (Halle)   | Riko Sawayanagi | Kazusa Ito Tomoko Taira                    | 6:4, 7:65         |
| 2.  | 21. Oktober 2012   | Makinohara | ITF $25.000       | Rasen             | Eri Hozumi      | Monique Adamczak Caroline Garcia           | 7:66, 6:3         |
| 3.  | 14. September 2013 | Kyōto      | ITF $10.000       | Teppich (Halle)   | Hiroko Kuwata   | Mana Ayukawa Emi Mutaguchi                 | 6:4, 6:2          |
| 4.  | 4. Juli 2014       | Bangkok    | ITF $10.000       | Hartplatz         | Akiko Omae      | Kamonwan Buayam Nungnadda Wannasuk         | 6:0, 6:0          |
| 5.  | 3. April 2015      | Bangkok    | ITF $15.000       | Hartplatz         | Nao Hibino      | Miyabi Inoue Akiko Omae                    | 6:4, 6:2          |
| 6.  | 23. Mai 2015       | Karuizawa  | ITF $25.000       | Rasen             | Rika Fujiwara   | Mana Ayukawa Makoto Ninomiya               | 6:2, 6:0          |
| 7.  | 13. Juni 2015      | Kashiwa    | ITF $15.000       | Sand              | Akiko Omae      | Mana Ayukawa Makoto Ninomiya               | 6:2, 5:7, [10:8]  |
| 8.  | 20. Juni 2015      | Incheon    | ITF $25.000       | Hartplatz         | Kotomi Takahata | Choi Ji-hee Kim Na-ri                      | 4:6, 6:3, [10:7]  |
| 9.  | 10. April 2016     | Katowice   | WTA International | Hartplatz (Halle) | Eri Hozumi      | Walentina Iwachnenko Marina Melnikowa      | 3:6, 7:5, [10:8]  |
| 10. | 7. Mai 2016        | Gifu       | ITF $75.000+H     | Hartplatz         | Eri Hozumi      | Hiroko Kuwata Ayaka Okuno                  | 6:1, 6:2          |
| 11. | 25. November 2016  | Honolulu   | WTA Challenger    | Hartplatz         | Eri Hozumi      | Nicole Gibbs Asia Muhammad                 | 6:73, 6:3, [10:8] |
| 12. | 6. Mai 2017        | Gifu       | ITF $80.000       | Hartplatz         | Eri Hozumi      | Katy Dunne Julia Glushko                   | 6:4, 6:2          |
| 13. | 12. Mai 2017       | Rom        | ITF $25.000       | Sand              | Eri Hozumi      | Ekaterine Gorgodse Melanie Stokke          | 6:1, 6:4          |
| 14. | 23. September 2018 | Tokio      | WTA Premier       | Hartplatz (Halle) | Makoto Ninomiya | Andrea Sestini Hlaváčková Barbora Strýcová | 6:4, 6:4          |
| 15. | 17. August 2019    | Vancouver  | ITF W100          | Hartplatz         | Nao Hibino      | Naomi Broady Erin Routliffe                | 6:2, 6:2          |
| 16. | 12. Februar 2022   | Monastir   | ITF W15           | Hartplatz         | Kisa Yoshioka   | Kryszina Dsmitruk Inès Ibbou               | 6:4, 7:5          |
| 17. | 20. August 2022    | Vancouver  | WTA Challenger    | Hartplatz         | Asia Muhammad   | Tímea Babos Angela Kulikov                 | 6:3, 7:5          |
| 18. | 8. Januar 2023     | Auckland   | WTA 250           | Hartplatz         | Aldila Sutjiadi | Leylah Fernandez Bethanie Mattek-Sands     | 1:6, 7:5, [10:4]  |
| 19. | 26. August 2023    | Cleveland  | WTA 250           | Hartplatz         | Aldila Sutjiadi | Nicole Melichar-Martinez Ellen Perez       | 6:4, 6:74, [10:8] |
| 20. | 4. Februar 2024    | Hua Hin    | WTA 250           | Hartplatz         | Aldila Sutjiadi | Guo Hanyu Jiang Xinyu                      | 6:4, 1:6, [10:7]  |

### Mixed
| Nr. | Datum        | Turnier     | Kategorie  | Belag | Partner  | Finalgegner                    | Ergebnis         |
| --- | ------------ | ----------- | ---------- | ----- | -------- | ------------------------------ | ---------------- |
| 1.  | 8. Juni 2023 | French Open | Grand Slam | Sand  | Tim Pütz | Bianca Andreescu Michael Venus | 4:6, 6:4, [10:6] |

## Abschneiden bei Grand-Slam-Turnieren

### Einzel
| Turnier         | 2015 | 2016 | 2017 | 2018 | Karriere |
| --------------- | ---- | ---- | ---- | ---- | -------- |
| Australian Open | —    | Q1   | Q1   | Q1   | —        |
| French Open     | —    | Q2   | 1    | Q1   | 1        |
| Wimbledon       | —    | Q1   | Q2   | Q1   | —        |
| US Open         | Q1   | Q2   | Q3   | —    | —        |

Zeichenerklärung: S = Turniersieg; F, HF, VF, AF = Einzug ins Finale / Halbfinale / Viertelfinale / Achtelfinale; 1, 2, 3 = Ausscheiden in der 1. / 2. / 3. Hauptrunde; Q1, Q2, Q3 = Ausscheiden in der 1. / 2. / 3. Qualifikationsrunde; nicht ausgetragen

### Doppel
| Turnier         | 2016 | 2017 | 2018 | 2019 | 2020 | 2021 | 2022 | 2023 | 2024 | 2025 | Karriere |
| --------------- | ---- | ---- | ---- | ---- | ---- | ---- | ---- | ---- | ---- | ---- | -------- |
| Australian Open | —    | HF   | 2    | 1    | 1    | —    | 1    | AF   | 1    | VF   | HF       |
| French Open     | 1    | 2    | 1    | 1    | 2    | 1    | 2    | AF   | VF   | 1    | VF       |
| Wimbledon       | 2    | 1    | 1    | 1    |      | 1    | 1    | AF   | 2    | 1    | AF       |
| US Open         | AF   | 2    | 1    | 1    | —    | 2    | 2    | AF   | 1    |      | AF       |

### Mixed
| Turnier         | 2019 | 2020 | 2021 | 2022 | 2023 | 2024 | 2025 | Karriere |
| --------------- | ---- | ---- | ---- | ---- | ---- | ---- | ---- | -------- |
| Australian Open | –    | –    | –    | –    | –    | 1    | –    | 1        |
| French Open     | –    |      | –    | –    | S    | VF   | 1    | S        |
| Wimbledon       | 1    |      | –    | –    | 1    | 1    | –    | 1        |
| US Open         | –    |      | –    | –    | –    | –    |      | —        |